# Bram Som
Bram Som (Terborg, 20 februari 1980) is een Nederlandse atleet met als specialisatie de middellange afstanden en dan vooral de 800 m. Hij vergaarde op dit onderdeel in totaal negen nationale titels en had lange tijd zowel in- als outdoor de Nederlandse records in handen. Pas in 2025 werd zijn indoorrecord verbroken. Het grootste succes uit zijn carrière behaalde hij op 13 augustus 2006, toen hij tijdens de Europese kampioenschappen in Göteborg de gouden medaille op de 800 m veroverde. Hij nam tweemaal deel aan de Olympische Spelen.

## Biografie

### Start
Som startte zijn carrière bij de atletiekclub Atletico'73 uit Gendringen als zevenjarige. Tot zijn zestiende nam hij nog deel aan verschillende onderdelen. In 1996 stopte hij daarmee en besloot hij zich slechts te specialiseren op de kortere middellange afstanden: de 400, 800 en 1000 m.
Zijn eerste aansprekende resultaat behaalde Som in 1998, toen hij op de 800 m vijfde werd bij de wereldkampioenschappen voor junioren in Annecy. Vier jaar later bereikte hij op deze afstand de finale tijdens de Europese kampioenschappen in München, waar hij als zesde finishte.

### Van eerste podiumplaats tot Europees kampioen
In 2004 behaalde hij zijn eerste internationale podiumplaats: bij de IAAF Wereldatletiekfinale in Monte Carlo won hij op de 800 m het brons. Tijdens de Olympische Spelen in Athene werd hij op dit nummer met een tijd van 1.45,52 in de halve finale uitgeschakeld. In 2005 moest Som verstek laten gaan door een blessure aan de achillespees.
In de eindfase van de finalerace op de 800 m tijdens de EK van 2006 leek Bram Som te worden ingesloten, maar op het laatste rechte eind worstelde hij zich naar de eerste plaats. Aanvankelijk werd protest aangetekend tegen zijn zege, omdat hij buiten de baan raakte, maar dit werd afgewezen. Met zijn winnende tijd van 1.46,56 werd Som de eerste Nederlandse Europese kampioen in vierentwintig jaar.

### Winning mood
Door het in Göteborg veroverde goud was Som zozeer in de winning mood, dat hij in het naseizoen van 2006 nog tot enkele opmerkelijke prestaties kwam. Zo verbeterde hij vijf dagen na zijn Europese titel tijdens wedstrijden in het Zwitserse Zürich het legendarische 800 meterrecord van Rob Druppers uit 1985 van 1.43,56 tot 1.43,45. Slechts de sterke Zuid-Afrikaanse atleet Mbulaeni Mulaudzi was met 1.43,38 net iets sneller. De Keniaan Wilfred Bungei werd met 1.43,67 derde. Negen dagen later dook hij in Rieti met 1.43,52 opnieuw onder de oude tijd van Druppers, daarmee aantonend dat hij zich inmiddels een vaste plaats bij de wereldtop heeft verworven. Zijn tweede plaats op de 800 m tijdens de IAAF Wereldatletiekfinale in Stuttgart op 9 september 2006, opnieuw achter Mulauzi en vóór Bungei, was daarvan nog eens een bevestiging.
Tot en met 2006 werd Som negenmaal Nederlands kampioen. In het dagelijkse leven was hij tot in 2012 als onderofficier werkzaam bij de Koninklijke Landmacht. Hij maakte in die periode deel uit van de Defensie Topsport Selectie.
Op basis van zijn geleverde prestaties werd Bram Som in oktober 2006 door zijn werkgever bevorderd tot sergeant der eerste klasse en werd hij door de KNAU benoemd tot Lid van Verdienste. Vervolgens werd hij op de nieuwjaarsbijeenkomst van de Atletiekunie op 6 januari 2007 ook nog eens verkozen tot atleet van het jaar 2006.

### WK 2007

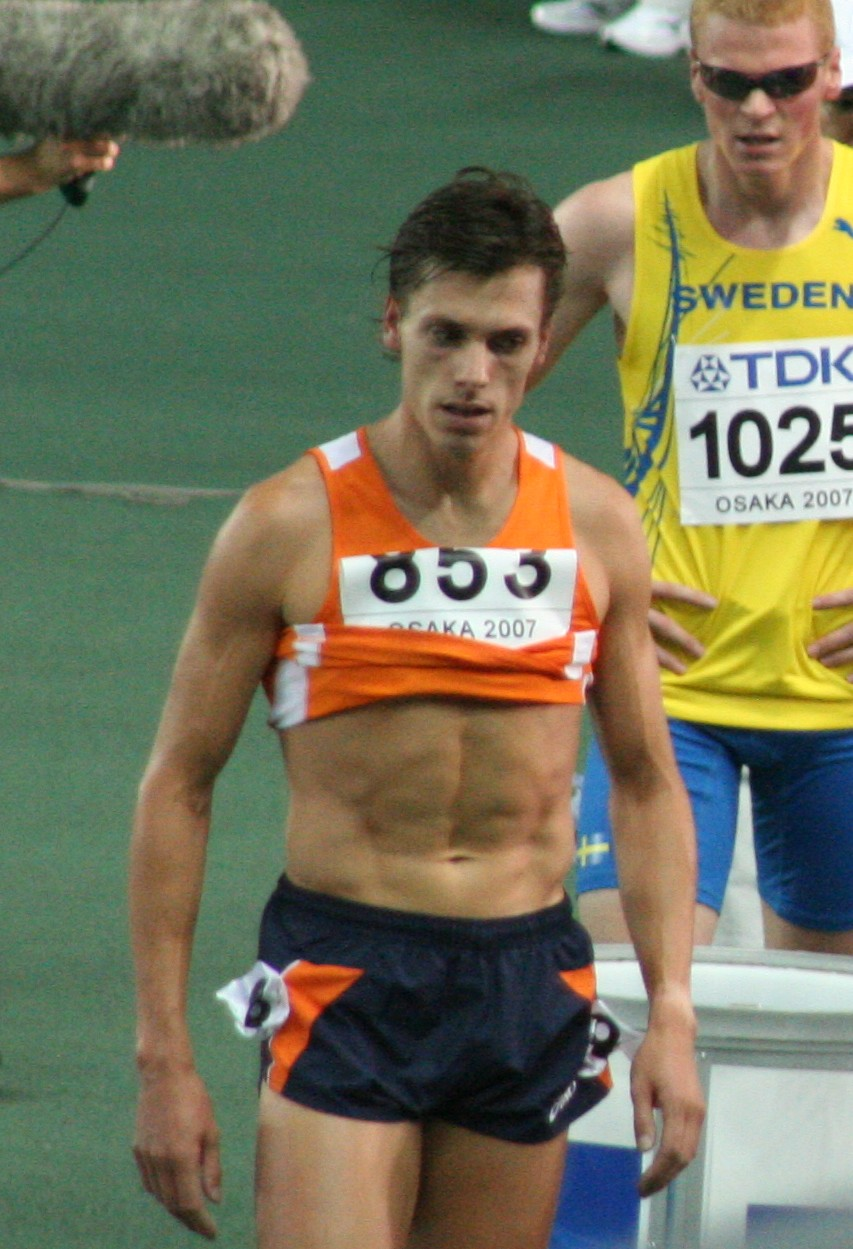
Teleurstelling op het WK 2007

Aan het begin van het seizoen 2007 koos Som voor een rustige opbouw, die geheel gericht was op de wereldkampioenschappen in Osaka in augustus. Aanvankelijk was hij er tijdens indoorwedstrijden op de 800 m nog wel bij. Maar na zijn deelname aan de Nederlandse indoorkampioenschappen in Gent in februari - waar hij overigens in de eindsprint klop kreeg van trainingsmaatje Arnoud Okken - en na de realisatie van zijn beste indoorseizoentijd (1.46,12) bij de DN Galan Meeting in Stockholm op 20 februari, hield de Europese kampioen het verder voor gezien. Som was te beducht voor het oplopen van blessures en vond dat hij te weinig trainingsuren had afgewerkt om een toernooi te kunnen lopen. De EK indoor in Birmingham liet hij dan ook bewust schieten.
Pas eind mei, tijdens de FBK Games in Hengelo, deed Bram Som weer echt van zich spreken. Zonder specifieke 800 metertraining van betekenis tot dan toe liep hij naar 1.45,61. Zo snel startte hij nog nooit zijn seizoen. Hij voldeed hiermee al direct aan de B-limiet voor de wereldkampioenschappen in Osaka. Kort daarna volgde echter een tegenslag: Som kreeg last van zijn achillespezen en moest noodgedwongen enige tijd gas terugnemen. Hij liet om deze reden de Nederlandse kampioenschappen in het weekend van 1 juli aan zich voorbijgaan en stond pas op 13 juli in Rome weer aan de start van een internationale wedstrijd. Een negende plaats en een tijd boven de WK-limiet waren het weinig hoopgevende resultaat. Beter ging het enkele weken later in Monaco. Hij kwam tot 1.46,05, onder de WK-limiet, maar het leverde in het ijzersterke veld slechts een zesde plaats op. Tijdens de Nacht van de Atletiek in Heusden op 28 juli finishte hij in 1.46,00 als zevende achter de verrassend sterke Amerikaan Alan Webb, die in 1.43,84 de op-één-na beste jaarprestatie neerzette. Maar ook Okken finishte voor Bram Som, die daardoor erg bleef twijfelen over het nut van zijn deelname aan de WK in Osaka.
Toen ten slotte op 11 augustus een snelheidstest op de 400 m een bevredigend resultaat van 47,77 opleverde en hij op 19 augustus tijdens de Track Meeting in Breda de 800 m in 1.46,29 won, waarbij hij onder andere Arnoud Okken versloeg, toonde Bram Som aan over voldoende vorm te beschikken en werd hij alsnog opgenomen in de Nederlandse ploeg voor de wereldkampioenschappen.
In Osaka wachtte hem echter een grote teleurstelling. In zijn sterk bezette serie 800 m nam hij direct na de start de derde positie in en bleef daar geruime tijd lopen. Bij het ingaan van de laatste bocht bleek hij echter ingesloten. Zijn anders zo sterke eindspurt liet hem ditmaal volledig in de steek. Som eindigde zijn race als achtste en laatste, in 1.46.81. De onregelmatige aanloop naar de WK bleek zich ten slotte toch te wreken.

### Operatie
Op basis van zijn in Osaka opgedane ervaring vatte Bram Som overigens direct de koe bij de hoorns door zich na terugkeer in Nederland op 5 september 2007 aan zijn steeds maar weer opspelende achillespees te laten opereren. De ingreep werd door dr. Heijboer in het Erasmus Medisch Centrum verricht. In feite kampte Som al het hele seizoen met achillespeesklachten en hij wilde er alles aan doen om in het volgende jaar op de 800 m in Peking te vlammen.

### Verloren jaar
Het mocht echter niet zo zijn. Som, die samen met zijn trainingsmaatje Arnoud Okken per 1 november 2007 bondscoach Honoré Hoedt had ingeruild voor trainer-coach Grete Koens, was van plan geweest om eind mei tijdens de FBK Games zijn rentree te vieren. Hij werd in die opzet echter gedwarsboomd door alweer een blessure, een kniepeesontsteking ditmaal. Toen hij daarvan was hersteld, deed hij in juli bij een viertal internationale gelegenheden verwoede pogingen om de limiet voor Peking (1.45,25) alsnog te realiseren, maar slaagde hierin niet. 'Ik moet met mijn trainster maar eens goed kijken wat er niet goed is gegaan. De knieblessure waardoor ik eind mei nog geen wedstrijden heb gelopen, is me opgebroken. Daardoor hebben we te laat gemerkt dat ik te laat in vorm dreigde te komen. We hebben nog wel iets bijgesteld, maar het is niet voldoende geweest,' aldus een hevig teleurgestelde Europese kampioen.
Som had daarna nog best wel een goed naseizoen. Eind augustus kwam hij in Leiden op de 400 m tot 46,89, 0,02 seconden boven zijn PR, terwijl hij enkele dagen later in Gateshead meer dan 2,5 seconden van zijn PR afliep op de 1000 m. Weer enkele dagen later werd hij op de 800 m in 1.45,96 zesde tijdens de Memorial Van Damme in Brussel. Winnaar werd daar Yusuf Saad Kamel in 1.44,56. Het waren goede prestaties, maar tegelijkertijd even zovele doekjes voor het bloeden. Het grote doel dat jaar, deelname in Peking, was immers niet gehaald.

### Eigen begeleidingsteam
In oktober 2008 brak Bram Som vervolgens met zijn trainster Grete Koens. Hij koos voor een radicale koerswijziging door een hecht team te vormen met mentaal begeleider Marco Hoogerland (oprichter van de talentenacademie) en looptrainer Ruben Jongkind, de broer van zijn vriendin Norma, die triatleet en bewegingswetenschapper is. 'Ik heb na afgelopen seizoen de balans opgemaakt en dan zie je dat je weer een verloren seizoen hebt gedraaid. De afgelopen vijf jaar ben ik vier jaar geblesseerd geweest. Op een gegeven moment kun je dat niet meer wijten aan louter pech', aldus Som. Zijn belangrijkste doel was nu om blessurevrij te blijven, waarbij het winnen van grote wedstrijden als doel naar achteren was geschoven. Want Bram Som wenste inmiddels vooruit te kijken over een periode die zich uitstrekte tot in 2012, de Olympische Spelen in Londen.
De nieuwe aanpak - Som trainde in de nieuwe situatie aanzienlijk minder dan hij gewend was - kwam hem aanvankelijk op flink wat kritiek te staan van de zijde van de Atletiekunie. "Voor mij een extra stimulans om keihard het tegendeel te bewijzen." Vooralsnog spraken de eerste resultaten van 2009 in zijn voordeel. Eind april liep hij bij een regionale wedstrijd in Zutphen op de 800 m alweer 1.46,49, waarna hij begin mei tijdens de traditionele seizoensopener in Lisse, de Ter Specke Bokaal, in 2.19,26 een baanrecord vestigde op de 1000 m. Om vervolgens op 23 mei tijdens de Marokkaanse GP in Rabat op de 800 m derde te worden in 1.45,31, waarmee hij zich in één klap als tweede Nederlander kandideerde voor de WK in Berlijn in augustus. Dat hij inmiddels een goede, opwaartse lijn te pakken had, bewees hij een week later op de FBK Games in Hengelo. In een race die werd gewonnen door de Soedanees Abubaker Kaki Khamis in 1.43,10, eindigde Som als vierde in 1.44,80, drie tiende seconde sneller dan in Marokko. Kortom, een heel wat voortvarender seizoenstart dan die van het jaar ervoor.

### Zoon Seb nieuwe inspiratiebron
Op 10 juni kon sergeant eerste klas Bram Som eindelijk weer eens een titel aan zijn palmares toevoegen: in het Bulgaarse Sofia werd hij wereldkampioen bij de militairen in een tijd van 1.46,96. Vervolgens schortte hij zijn activiteiten op de baan enkele weken op om zich te concentreren op de op handen zijnde bevalling van vriendin Norma, die op 4 juli 2009 het leven schonk aan zoon Seb, vernoemd naar Bram Soms grote voorbeeld Sebastian Coe. Eind juli was hij er op de Super Grand Prix in Monaco echter weer bij en hij liep er in een race, die nog niet eens het stempel vlekkeloos kon worden opgeplakt, achter opnieuw winnaar Abubaker Kaki Kanis (1e in 1.43,50) naar een vijfde plaats in 1.44,12, zijn beste seizoentijd. Het weekend daarop veroverde hij op de Nederlandse baankampioenschappen in het Olympisch Stadion in Amsterdam de titel op de 1500 m in 3.46,08, een PR-prestatie. Het werd zijn eerste titel op dit nummer en zijn tiende seniorentitel in totaal.
Blessurevrij en in supervorm reisde hij af naar de WK in Berlijn. Hij was ervan overtuigd dat 'die kleine ervoor zorgt dat ik extra hard ga lopen', maar vond het wat overdreven om nu gelijk te worden gebombardeerd tot vaandeldrager van de Nederlandse WK-afvaardiging. 'Ik laat me geen druk opleggen door de bond die begin dit seizoen nog weinig vertrouwen in mij had en me niet eens wilde ondersteunen.'

### Merkwaardig toernooi
In Berlijn beleefde Bram Som een van de merkwaardigste toernooien van zijn leven. Nadat hij zijn serie 800 m gecontroleerd had gelopen en vlak na de Keniaanse winnaar Jackson Kivuva (1.46,17) in 1.46,33 als tweede over de finish was gekomen, werd hij een dag later, in tweede positie lopend achter de snel gestarte Abubaker Kaki Khamis, in de tweede bocht na de start door de Soedanees, die zich verstapte, ten val gebracht. Som zette aanvankelijk de achtervolging nog wel in, maar toen hij het hopeloze van zijn strijd inzag, staakte hij die na 500 meter. Het protest dat de Nederlandse ploegleiding vervolgens indiende, werd toegewezen, waardoor de Nederlander, ondanks dat hij zijn race niet had uitgelopen, toch in de finale mocht starten. Een uitzonderlijke beslissing, die zelden voorkomt.
In die finale ging Som, in derde of vierde positie lopend, aanvankelijk goed mee, maar kwam hij op het laatste rechte eind toch nog wat kracht tekort en werd zevende. Hoe dicht het veld bij elkaar zat, bleek uit de uitslag. De Zuid-Afrikaan Mbulaeni Mulaudzi veroverde in 1.45,29 de gouden medaille, Som werd zevende in 1.45,86.

### Defensie
Op 5 juli 2012 schreef minister Hans Hillen van Defensie in een brief aan de Tweede Kamer, dat de krijgsmacht onder druk van de bezuinigingen per 1 december van datzelfde jaar zou stoppen met de Defensie Topsport Selectie. Dat betekende voor Som dat hij zijn baan bij Defensie verloor.

### Roparun
Op 13 februari 2019 maakte Roparun wereldkundig dat Bram Som een van de ambassadeurs voor deze stichting is geworden, naast o.a. Nelli Cooman en Maartje Krekelaar.

## Kampioenschappen

### Internationale kampioenschappen
| Onderdeel | Titel             | Jaar |
| --------- | ----------------- | ---- |
| 800 m     | Europees kampioen | 2006 |

### Nederlandse kampioenschappen
Outdoor
| Onderdeel | Jaar                               |
| --------- | ---------------------------------- |
| 800 m     | 2000, 2001, 2003, 2004, 2006, 2010 |
| 1500 m    | 2009, 2011                         |

Indoor
| Onderdeel | Jaar             |
| --------- | ---------------- |
| 400 m     | 2004             |
| 800 m     | 1999, 2000, 2001 |

## Persoonlijke records
Outdoor
| Onderdeel | Prestatie    | Datum             | Plaats     |
| --------- | ------------ | ----------------- | ---------- |
| 100 m     | 10,97        | 19 september 1999 | Nijmegen   |
| 200 m     | 21,56        | 16 september 2001 | Amersfoort |
| 400 m     | 46,55        | 21 juni 2009      | Harderwijk |
| 800 m     | 1.43,45 (NR) | 18 augustus 2006  | Zürich     |
| 1000 m    | 2.17,01      | 15 mei 2010       | Lisse      |
| 1500 m    | 3.42,75      | 13 augustus 2011  | Kessel-Lo  |
| 10 km     | 31.01        | 28 december 2003  | Pannerden  |

Indoor
| Onderdeel | Prestatie       | Datum            | Plaats    |
| --------- | --------------- | ---------------- | --------- |
| 400 m     | 47,73           | 21 februari 2004 | Gent      |
| 800 m     | 1.45,86 (ex-NR) | 28 februari 2003 | Karlsruhe |
| 1000 m    | 2.17,81         | 2 februari 2003  | Stuttgart |

## Prestaties

### 400 m
- 2003:  NK indoor - 47,87 s
- 2004:  NK indoor - 47,73 s

### 800 m
Kampioenschappen
- 1997:  Europees Jeugd Olympisch Festival - 1.54,81
- 1998: 5e WJK - 1.48,36
- 1998:  NK - 1.51,23
- 1999:  NK indoor - 1.48,66
- 1999:  EJK - 1.50,96
- 1999:  NK - 1.48,15
- 2000:  NK indoor - 1.50,61
- 2000:  NK - 1.49,80
- 2000:  Europacup B in Bydgoszcz - 1.50,84
- 2001:  NK indoor - 1.48,67
- 2001:  NK - 1.47,99
- 2001:  Europacup B in Boedapest - 1.50,06
- 2002:  NK indoor - 1.47,56
- 2002: 6e WK - 1.48,56
- 2003:  NK - 1.46,98
- 2003: 5e WK indoor - 1.47,00
- 2003:  Europacup B in Velenje - 1.47,18
- 2004:  NK - 1.49,60
- 2004:  Europese Indoorcup - 1.48,79
- 2004:  Wereldatletiekfinale - 1.46,33
- 2006:  NK - 1.48,22
- 2006:  EK - 1.46,56
- 2006:  Wereldatletiekfinale - 1.47,10
- 2006:  Wereldbeker - 1.45,13
- 2007:  NK indoor - 1.47,90
- 2009: 4e FBK Games - 1.44,80
- 2009:  WK voor militairen - 1.46,96
- 2009: 7e WK - 1.45,86
- 2010:  NK - 1.47,28
- 2013:  NK - 1.53,01
- 2013: 8e Flame Games te Amsterdam - 1.49,72

Golden League-podiumplekken
- 2003:  Golden Gala – 1.44,40
- 2004:  ISTAF – 1.45,85
- 2006:  Weltklasse Zürich – 1.43,45
- 2006:  ISTAF – 1.45,10

Diamond League-podiumplekken
- 2010:  Meeting Areva – 1.44,58

### 1500 m
- 2009:  NK - 3.46,08
- 2011:  NK - 3.48,73

## Onderscheidingen
- KNAU-jeugdatleet van het jaar (Albert Spree-Beker) - 1998
- KNAU-atleet van het jaar - 2006
- KNAU-lid van verdienste - 2006